# Cymonomus oyakawai
Cymonomus oyakawai is een krabbensoort uit de familie van de Cymonomidae. De wetenschappelijke naam van de soort is voor het eerst geldig gepubliceerd in 1997 door O. Campos.